# Lipošćak-ügy

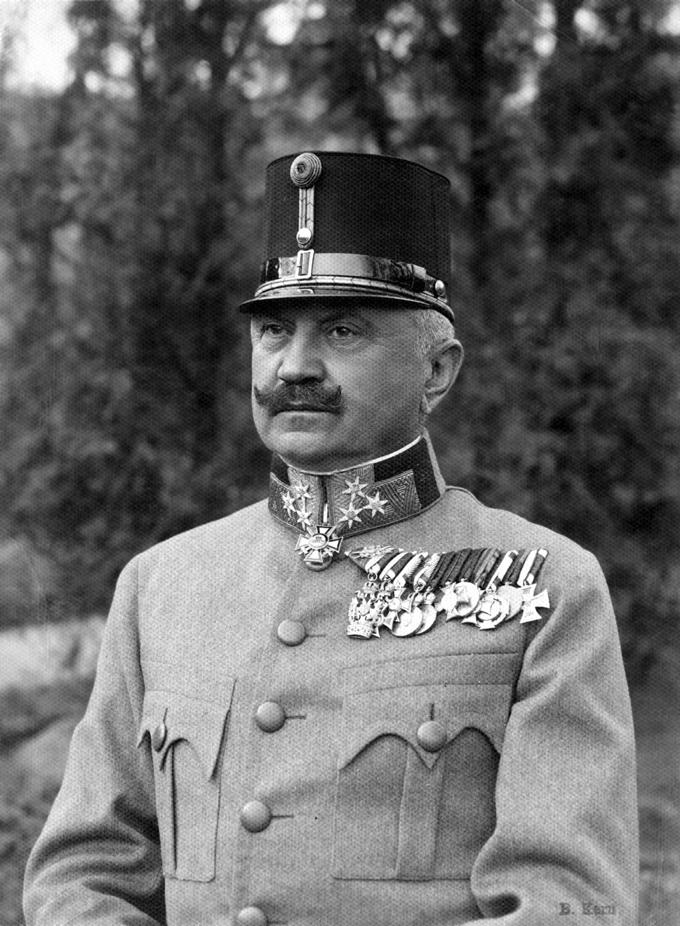
Anton Lipošćak gyalogsági tábornok

A Lipošćak-ügy (horvátul: Afera Lipošćak) egy állítólagos összeesküvés volt, amelyet az egykori osztrák-magyar hadsereg gyalogsági tábornoka, Anton Lipošćak vezetett a hatalom megszerzésére a szlovének, horvátok és szerbek nemrégiben kikiáltott államában az első világháború végén. A többség szerint azonban a vádat a horvát-szerb koalíció vezetőjének, Svetozar Pribićevićnek szövetségesei koholták. Lipošćakot 1918. november 22-én tartóztatták le hazaárulás gyanújával. Azzal vádolták, hogy munkásokból, parasztokból és katonákból álló tanácsokat állított fel a meglévő hatalom helyett a Habsburg monarchia felélesztésére, illetve az idegen hatalmak vagy a bolsevikok érdekében dolgozott.
Az ügyre az országban kiterjedt zavargások közepette, amelyeket az olasz hadseregnek a londoni szerződés nyomán az Adriai-tenger partja mentén területi követeléseket érvényesítő előrenyomulása váltott ki, valamint közvetlenül a november 6–9-én Genfben tartott konferencia után került sor. Genfben a Szlovének, Horvátok és Szerbek Államának, a Szerb Királyság kormányának, a szerb parlamenti ellenzéknek és a Jugoszláv Bizottságnak a képviselői találkoztak, hogy megvitassák a közös állam létrehozását, és elkészítsék a konföderációról szóló a genfi nyilatkozatot. A megállapodást Szerbia és Pribičević gyorsan felmondta. A Lipošćak-ügy ürügyül szolgált Pribičevićnek, hogy nyomatékosan követelje a Szerbiával való gyors egyesülést – amelyre december 1-jén került sor. Egy hónappal később Lipošćakot nyugdíjazták az aktív szolgálatból, felmentették a vádak alól, és elengedték.

## Háttér

### A Szlovének, Horvátok és Szerbek Államának megalakulása

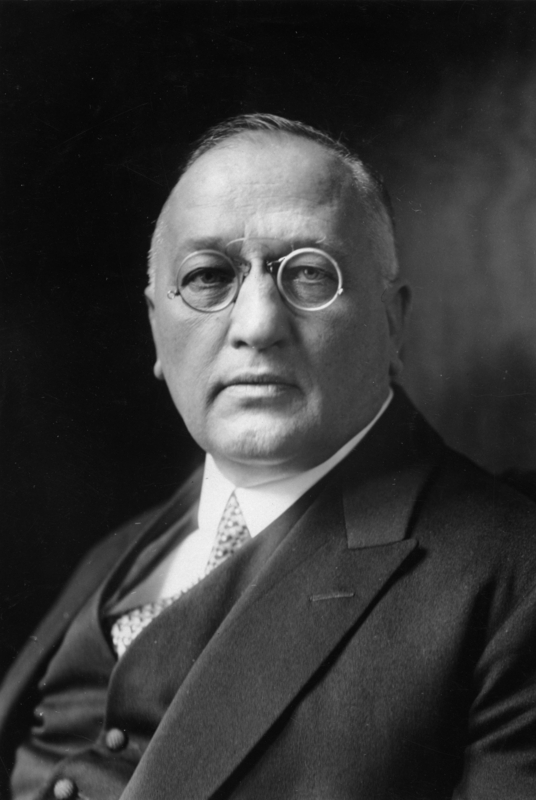
Anton Korošec a Szlovének, Horvátok és Szerbek Nemzeti Tanácsának elnöke

Az Ausztria-Magyarországon élő horvátokat, szerbeket és szlovéneket képviselő politikai pártok képviselői a birodalomtól való függetlenség elérése céljából az első világháború utolsó heteiben, október 5-6-án, mint képviselőtestületet megalakították a Szlovének, Horvátok és Szerbek Nemzeti Tanácsát. Október 18-án a testület az újonnan kikiáltott Szlovének, Horvátok és Szerbek Államának központi szervévé nyilvánította magát, amely magában foglalta a szlovén földeket, Horvát-Szlavónországot, Dalmáciát és Bosznia-Hercegovinát. A Nemzeti Tanács a Szlovén Néppárt (SLS) vezetőjét, Anton Korošecet választotta elnökévé. A Nemzeti Tanácsnak két alelnöke volt: az egyik Svetozar Pribičević – a horvát-szlavón kormánypárt, a horvát–szerb koalíció (HSK) vezetője; A másik alelnök Ante Pavelić, a Jogok Pártja (SSP) Mile Starčević vezette frakciójának vezetője volt.
A Nemzeti Tanács október 26-án úgy határozott, hogy felhatalmazza a Jugoszláv Bizottságot, az emigránsok Ante Trumbić vezette ad hoc csoportját, amely a háború alatt az Ausztria-Magyarországon élő horvátok, szerbek és szlovének érdekeit képviselte, hogy felszólaljon a Tanács nevében. Ugyanezen a napon Korošec Bécsben találkozott Heinrich Lammasch osztrák miniszterelnökkel, és Svájcba továbbutazva Gregor Žerjavval, a Birodalmi Tanács délszláv képviselői jugoszláv csoportjának titkárával. Ott találkozott velük október 29-én Melko Čingrija, egy másik jugoszláv csoporttag. Korošecet a Nemzeti Tanács azzal is megbízta, hogy „derítse fel a nemzetközi helyzetet, és létesítsen kapcsolatot a Jugoszláv Bizottsággal”.
1917-ben a Jugoszláv Bizottság felvette a kapcsolatot Szerbia Nikola Pašić miniszterelnök vezette kormánnyal, és elkészítették a délszlávoknak egy parlamentáris alkotmányos monarchiában való egyesítéséről szóló korfui nyilatkozatot. A nyilatkozat a föderáció vagy az egységes állam közötti választást egy későbbi időpontra hagyta. Azon a napon, amikor Korošec 1918. október 29-én megérkezett Svájcba, a horvát Szábor bejelentette az Ausztria-Magyarországgal fennálló kapcsolatok végét, és Korošecet megválasztotta a Szlovének, Horvátok és Szerbek államának elnökévé. Alelnököknek Pavelićet és Pribićevićet választották.

### Az országos nyugtalanság
A háború alatt az osztrák-magyar hadseregből tömegesen dezertáltak olyan vidéki hadkötelesek, akik laktanyából, kórházakból szöktek meg, vagy szabadságuk után nem jelentkeztek. A legtöbben otthon éltek, és csak a helyi lakosság figyelmeztetésére menekültek a közeli erdőkbe, hogy elkerüljék a csendőröket. 1917-ben a horvát-szlavón hatóságok a dezertőröket „zöld káderekként” emlegették. 1918 szeptemberére a horvátok, szerbek és bosnyákok között már körülbelül 50 000 zöld káder volt (körülbelül 10 000 Boszniában, a többség pedig Horvát-Szlavónországban). A Petrova Gora, a Tarcal-hegység, a Zrinyi-hegység és a Papuk-hegység, valamint a Horvát Zagorje és Dálya falu környéke nagy számban rejtett zöld kádereket.

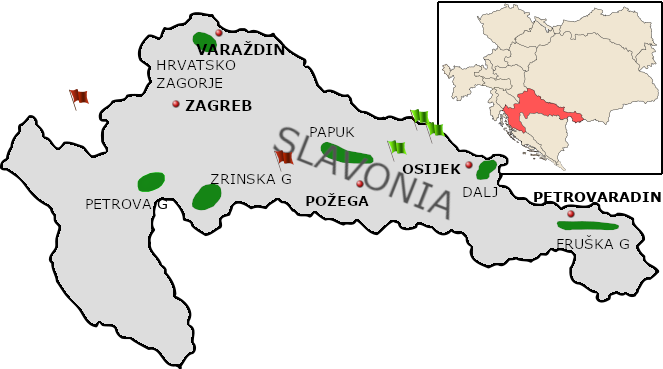
Zöld káder koncentrációk Horvát-Szlavónországban 1918-ban (zöld árnyalattal); A paraszti (zöld zászlók) és a tanács köztársaságok (piros zászlók) helyei

Az erőszak Horvát-Szlavónországban október 24. és november 4. között tetőzött. Október 24-én Pozsegában katonai lázadás tört ki, amelyhez a zöld káderek is csatlakoztak. Az erőszak nyugat felé, Újgradiska és Kutenya felé; és kelet felé Nekcséig és Eszékig terjedt, ahol a horvát királyi honvédség 23. és 28. ezredének elemei csatlakoztak a fosztogatáshoz. A zöld káderek, igaz, másodlagos szerepben, de részt vettek Nekcse és Eszék kifosztásában. A hadsereg fellázadt tagjai Péterváradon, Pakrácon, Daruváron és Zsupanyán ugyancsak csatlakoztak a fosztogatáshoz. Az orosz hadsereg hadifoglyait szabadon engedték, és akárcsak a tömeg által a zágrábi börtönökből szabadult foglyok, ők is csatlakoztak a fosztogatókhoz. Ennek ellenére a legtöbb fosztogatást parasztok és a (többnyire paraszti származású) zöld káderek végezték. A fosztogatás egész Szlavóniát és a Horvát Zagorjét érintette. Miután a polgári hatóságok tétovázása megerősítette a büntetlenség érzését, a Nemzeti Tanács megpróbálta bevetni a helyben felállított milíciát, de nem sok eredménnyel, mivel annak tagjai ugyanazoktól a fosztogató parasztoktól származtak. A Nemzeti Tanács a fosztogatók leküzdésére szerb hadifoglyok besorozásához folyamodott, és november 5-én küldöttséget menesztett a Szerb Királyi Hadsereg parancsnokságához, kérve őket, hogy vessenek be egységeket a horvát-szlavónországi zavargások elfojtására. November végén, amikor az olasz hadsereg megkezdte az előrenyomulást az Adriai-tenger keleti partján, hogy a londoni szerződés értelmében érvényesítse az olasz követeléseket Dalmáciában és Fiume elfoglalásával, a helyzet tovább romlott. A hírek a Szent Korona országainak részét képező Horvát-Szlavónország magyar uralmának visszaállítására irányuló magyar törekvésekről és Muravidéki zavargásokról is szóltak.

### A genfi nyilatkozat

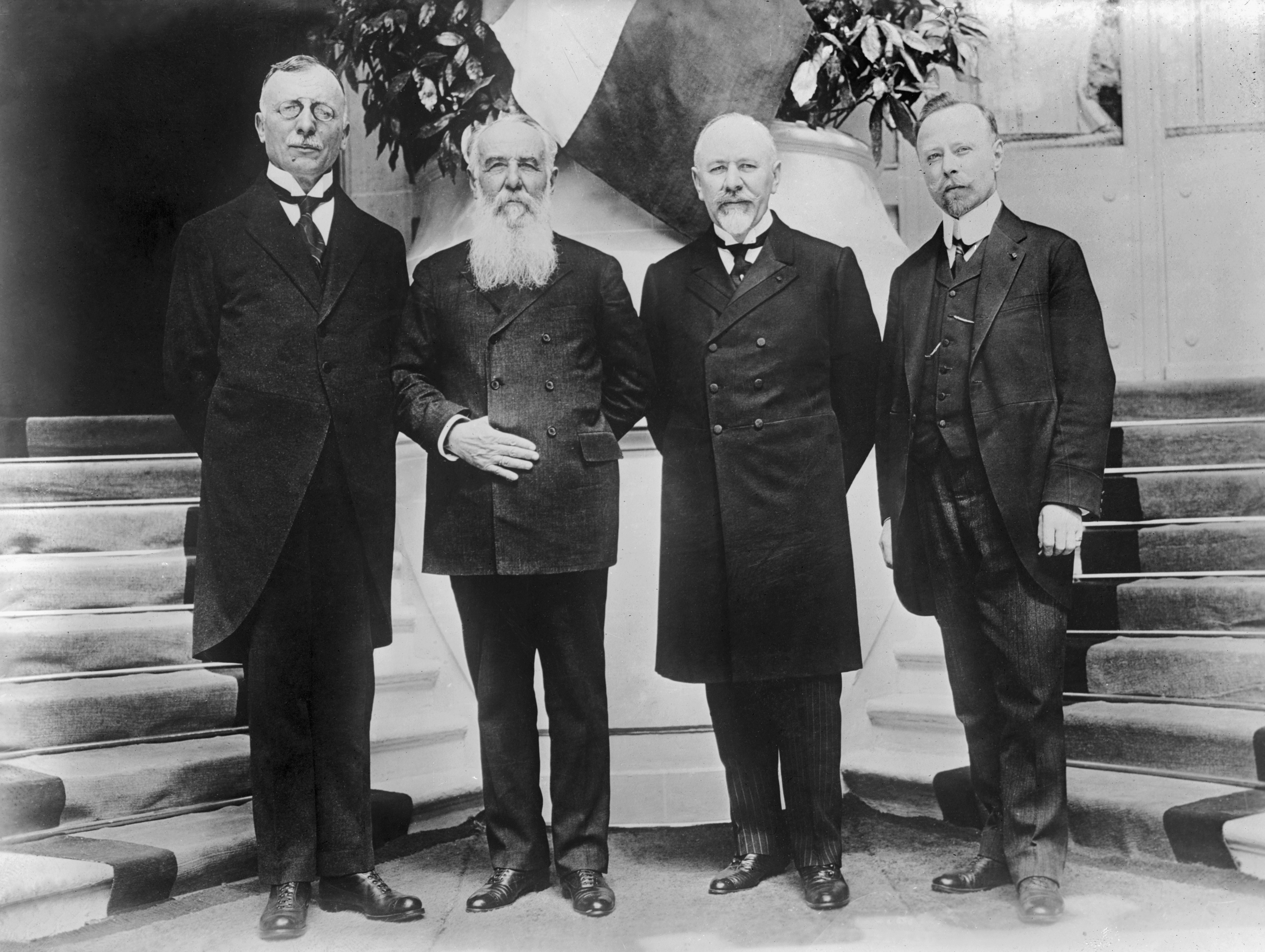
Ante Trumbić és Nikola Pašić (balról az első és második) tárgyal a korfui és genfi nyilatkozatokról

Az Ausztria-Magyarország háborúját lezáró, november 3-iki villa giusti fegyverszünetet követően Pašićot, a szerb ellenzéki vezetőket, Trumbićot és Korošecet David Lloyd George, az Egyesült Királyság miniszterelnöke arról tájékoztatta, hogy nem lesz délszláv unió, hacsak nem működnek együtt az ügyben, és nem találkoznak november 6–9-én a svájci Genfben. Trumbić és Korošec – közös tárgyalócsoportot alkotva – gyorsan megegyezett egymással. Trumbić olyan megoldást javasolt, amely – együttműködve Szerbia kormányával és a Nemzeti Tanáccsal – a közös ügyek érdekében közös kormány felállítását jelenti. A terv a Szerbia, illetve a szlovének, horvátok és szerbek állama hatáskörébe tartozó egyéb ügyek intézésére Szerbia kormányának és a Nemzeti Tanács jogainak a fenntartását szorgalmazta. Amikor Trumbić hasonló javaslatot tett a Pašicccal folytatott 1917-es tárgyalások során, amelyek a korfui nyilatkozathoz vezettek, Pašić azt mondta, hogy ha a horvátok ragaszkodnak a föderációhoz, Nagy-Szerbia létrehozása érdekében a szerb kormány felhagy az egyesülési tervvel. Raymond Poincaré francia elnök üzenete nyomán azonban, amelyben arra kérte, egyeztessen Korošeccel, Pašić elfogadta a tervet. A konföderációs berendezkedés az Ausztria-Magyarország által alkalmazott kettős monarchia rendszeréhez hasonlított.
Pašić a megállapodásról értesítette Sándor herceget és Stojan Protić pénzügyminisztert, és a megállapodáshoz megkapta Protić támogatását. Alig néhány nap múlva Pašić újabb üzenetet küldött Protićnak, amelyben rámutatott a régensherceg jogára, mely az új kabinet kinevezésére vonatkozott. Az üzenet vétele után Protić megtagadta a Genfben kötött megállapodás jóváhagyását, és a kormány többi tagjával együtt lemondott. Ivo Banac szerint az elfogadás, majd a visszautasítás taktika volt a Nemzeti Tanács és a Jugoszláv Bizottság gyors egyesülésre való serkentésére, és miközben aláásta Korošec tekintélyét, megerősítette Pribičević pozícióját a Nemzeti Tanácsban. November 25-én Pribičević távirati úton tájékoztatta Pašićot, hogy nem érzi magára nézve kötelezőnek a genfi nyilatkozatot.

## Az állítólagos összeesküvés
Miután a szerb kormány és Pribičević megtagadta a genfi nyilatkozatot, a szlovének, horvátok és szerbek államában tovább folytatódott a vita a Szerbiával való jövőbeni unió típusáról. A feltétel nélküli gyors egyesülés fő támogatója a Pribičević-féle HSK volt. Az ellenzék nem volt jól szervezett, eltérő megoldásokat hirdetett a pártok között, sőt azokon belül is. Például a Horvátországi és Szlavóniai Szociáldemokrata Párt (SDS) megosztott volt a monarchia vagy a köztársaság kérdésében, míg az SSP, hogy jobban hasonlítson a HSK-hoz, fokozatosan módosította pozícióit. A Jogpárt frankista frakciójából és a Stjepan Radić vezette Horvát Népi Parasztpártból (HPSS) érkező ellenzék elhanyagolható volt, mivel a két pártnak csekély támogatottsága volt.

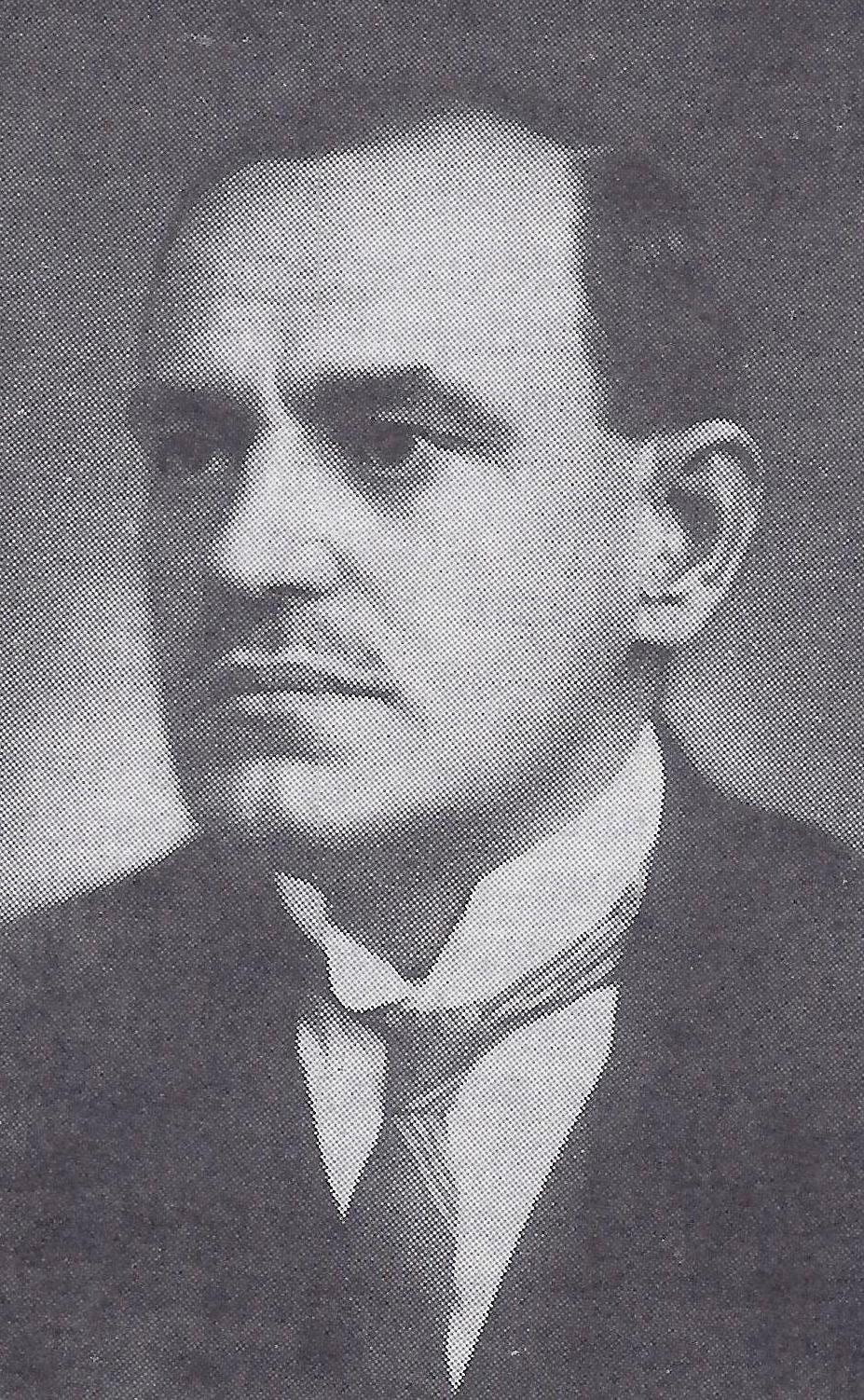
Svetozar Pribičević vezette a Nemzeti Tanácsot uraló horvát-szerb koalíciót.

Dalmácia kormánya Pribičević felszólítására, hogy Szerbiával való egyesülés révén védekezzen az olasz megszállás ellen, azt javasolta a Nemzeti Tanácsnak, hogy öt napon belül, november 16-án hajtsa végre az egyesülést. Egyoldaló döntés meghozatalával fenyegetőzött arra az esetre, ha a Nemzeti Tanács nem lép az ügyben. Három nappal később a bosznia-hercegovinai hatóságok elfogadták a javaslatot. A javaslatot november 20-án terjesztették a Nemzeti Tanács elé, de Radić követelésére, aki azt állította, hogy a dalmát kormány javaslatát megelőzően más ügyek is vitára várnak, november 23-ra halasztották azt. November 22-én, egy nappal a Nemzeti Tanács tervezett ülése előtt az osztrák-magyar hadsereg egykori tisztjei állítólagos összeesküvésének leleplezését jelentették be.
A puccs állítólagos vezetője Anton Lipošćak gyalogsági tábornok volt, aki a lublini katonai kormány főkormányzója volt a háború utolsó hónapjaiban. Lipošćak a fegyverszünet után visszatért Zágrábba, és sikertelenül próbálta megszólítani a Nemzeti Tanácsot. Találkozott Vitomir Korać SDS vezetővel, és beszélt vele a lengyelországi helyzetről. Amikor értesült egy folyamatban lévő lengyelországi puccsról, és arról, hogy munkásokból, parasztokból és katonákból álló tanácsok vették át a hatalmat ott, Korać a beszélgetést puccsban való részvételre való felkérésként értelmezte, és később őt azonosították az első emberként, aki feltárta a cselekményt. November 22-én Dušan Simović alezredes, a szerb hadsereg zágrábi parancsnokságának megbízottja arról számolt be, hogy a Nemzeti Tanács helyett munkásokból, parasztokból és katonákból álló tanácsokat akartak felállítani. Lipošćakot és korábbi adjutánsát, Milutin Valenteković századost letartóztatták. A sajtó közölte, hogy a cselekmény széles körű, de más érintettek nevét nem közölte – feltételezve, hogy elégedetlen osztrák-magyar tisztekről van szó. További találgatások születtek arról, hogy az összeesküvőket Radić támogatta, vagy olasz és/vagy magyar érdekekkel szövetkeztek, valamint hogy Lipošćak bolsevik volt, vagy bolseviknak adta ki magát, aki a Habsburg Birodalom helyreállítását tűzte ki célul. Egyes sajtóértesülések szerint az összeesküvők a Nemzeti Tanács letartóztatását tervezték, hogy megakadályozzák a cselekvésben. A korabeli sajtóértesülések szerint az összeesküvők november 25-én tervezték átvenni a hatalmat, de a száz évvel az események után rendelkezésre álló források csak korlátozott rekonstrukciójukat teszik lehetővé.
Károlyi Mihály magyar kormánya november 25-én tagadta, hogy részt vett volna az összeesküvésben. Katonai megbízottja, Gömbös Gyula által a Nemzeti Tanácshoz eljuttatott üzenetében Magyarország is elítélt minden Ausztria-Magyarország helyreállítására irányuló kísérletet, különös tekintettel a régi rendszerre. Az üzenet arra a következtetésre jutott, hogy az összeesküvés a magyar függetlenség ellen irányuló bűncselekmény volt. Az olasz sajtó a feltárt összeesküvést annak bizonyítékaként értelmezte, hogy a szlovének, horvátok és szerbek állama anarchiában van, és nem létezik hatékony kormány – ezzel indokolva az Adriai-tenger keleti partjainak olasz megszállását.

## Következmények

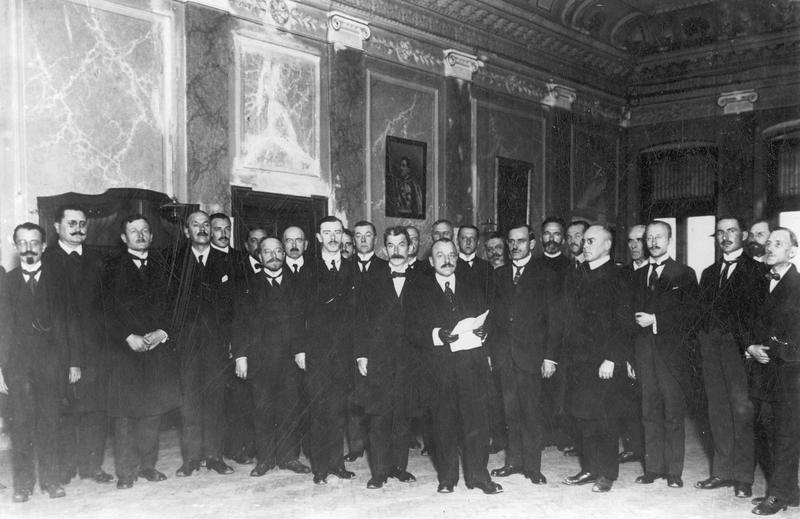
A Szlovének, Horvátok és Szerbek Állama Nemzeti Tanácsa I. Sándor jugoszláv régens herceghez küldött küldöttsége

November 23-án 17 órakor (aznap, amikor a legtöbb újság beszámolt Lipošćak letartóztatásáról a puccs előkészítésének gyanúja miatt), a Nemzeti Tanács központi bizottsága összeült Zágrábban, hogy megvitassák a dalmát kormány Szerbiával való gyors egyesülésre vonatkozó kérését. Az ügy ürügyet adott Pribičevićnek, hogy biztonsági okokból sürgős egyesülést követeljen Szerbiával. Pribičević bevezetőként az országban uralkodó kaotikus helyzetet említette a gyors egyesülést igénylő okként. A vita másnap reggelig folytatódott. Hivatkozva az állítólagos összeesküvésre azt állította, hogy ez bizonyítéka volt I. Károly osztrák császár vágyának, hogy uralkodjék a délszlávok felett. A Nemzeti Tanács esti ülésére vonatkozó következtetések kidolgozására hétfős bizottságot jelöltek ki. A tervezet egy 28 fős küldöttség kinevezését írta elő, amelyet Belgrádba küldenek azzal az utasítással, hogy kérjék a régenshercegtől az egységes állam létrehozását. A november 24-ről 25-re virradó éjszaka a következtetéseket elsöprő többséggel fogadták el,  és a delegáció utasítást kapott, hogy három nappal később induljon Belgrádba. Azonban amikor december 1-jén a delegáció a herceghez érkezett figyelmen kívül hagyta a föderáció kérésére vonatkozó utasításokat,. A régensherceg I. Péter szerb király nevében elfogadta az egyesülési ajánlatot, és a Szerb-Horvát-Szlovén Királyság az unió feltételeiről szóló megállapodás nélkül jött létre.
Lipošćak november végén tárgyalást kért önmaga ellen, mert láthatóan meg volt győződve ártatlanságáról, de nem volt tárgyalás. Valentekovićot Pavelić javaslatára még december elején szabadon engedték. A horvát-szlavón kormány december 13-án tárgyalta a Lipošćak-ügyet, és Srđan Budisavljević belügyi nemzeti tanácsi biztos felszólítására úgy döntött, hogy mivel az ügy katonai jellegű, nem illetékes dönteni a letartóztatás alóli felmentéséről. A Nemzeti Tanács védelmi biztosa, Mate Drinković 1919. január 1-jén nyugdíjazta Lipošćakot. Azon a napon összesen 134, korábban az osztrák-magyar honvédségben szolgáló tisztet nyugdíjaztak. Húsz tábornok és kilenc altábornagy volt közöttük. Napokkal később a zágrábi Katonai Törvényszék felmentette Lipošćakot és Valentekovićot a hazaárulás vádja alól, és mivel nem talált okot a vádemelésre, Lipošćakot szabadon engedték, de 1924-ben bekövetkezett haláláig megfigyelés alatt tartották.
Az ügy és az 1918-as zágrábi fegyveres konfliktus ürügyül szolgált a horvát katonai egységek feloszlatására, mivel megbízhatatlanoknak bélxegezték őket. A Nemzeti Tanács védelmi biztosa 1918. november végéig a Szerb Hadsereg nemzeti tanácsi küldöttségének főnöke, Milan Pribićević ezredes irányításával új katonai egységek létrehozását javasolta. Tomislav Zorko történész szerint a Lipošćak vezette katonai összeesküvéssel való fenyegetésnek valójában az volt a célja, hogy nyomást gyakoroljon, és sürgető érzést keltsen azokban a politikusokban, akik kételkedtek a Szerbiával való egyesülés Svetozar Pribičević által javasolt módjában és menetében. Közvetlenül az ügyet követően felmerült a gyanú a vádak hitelességét illetően. A legtöbb forrás (köztük Budisavljević) egyetért abban, hogy az összeesküvésre vonatkozó állítások koholtak voltak, és néhányuk Pribičevićet és szövetségeseit adja meg a vádak forrásaként. Más források a Nemzeti Tanács pánikszerű reakciójának tulajdonítják az ügyet Lipošćak zágrábi visszatérésére. A tanács kételkedett hűségében, függetlenül attól, hogy Lipošćak november 12-én értesítette a tanácsot, hogy hajlandó felajánlani szolgálatait. A Nemzeti Tanács mindenesetre abból indult ki, hogy Lipošćak nem szegi meg a császárnak tett esküjét, és először kéri felmentését annak batartása alól – mint azt Mihael Mihaljević altábornagynagy és Luka Šnjarić gyalogsági tábornok alig néhány héttel korábban tette. Kisebbségi álláspont szerint jogosak voltak a Lipošćak elleni vádak. Egy évszázaddal később sem támasztja alá semmi azt az állítást, hogy Lipošćak puccsot tervezett volna, vagy hogy Pribičević koholta volna a vádakat.

## Fordítás
Ez a szócikk részben vagy egészben  a   Lipošćak affair című angol Wikipédia-szócikk ezen változatának fordításán alapul.  Az eredeti cikk szerkesztőit annak laptörténete sorolja fel. Ez a jelzés csupán a megfogalmazás eredetét és a szerzői jogokat jelzi, nem szolgál a cikkben szereplő információk forrásmegjelöléseként.